# Inge Jonssons pris
Inge Jonssons pris instiftades år 2021 av Samfundet De Nio och utdelas årligen till författare av sakprosa. Priset ersätter det sedan 1991 utdelade John Landquists pris. Prissumman är på 200 000 kronor.
Inge Jonsson var ledamot av Samfundet De Nio 1976–2019 och dess ordförande från 1986.

## Pristagare
- 2021 – Gunnar Broberg och Ola Sigurdson
- 2022 – Mikael van Reis
- 2023 – Jesper Högström och Jesper Svenbro
- 2024 – Sverker Sörlin